# Oscar Strático
Oscar S. Strático (nascido em 19 de janeiro de 1956) é um ex-judoca argentino, que disputou os Jogos Olímpicos de Verão de 1976 (em Montreal, no Canadá), sob a bandeira argentina.

## Carreira
Ficou com a medalha de bronze ao terminar em terceiro lugar na categoria leve, de até 70 quilos, nos Jogos Pan-americanos de 1975.
Oscar mudou de judô para luta e representou Argentina neste esporte nos Jogos Olímpicos de Verão de 1984, na Califórnia, Estados Unidos.

## Vida pessoal
É irmão mais velho do judoca olímpico Alejandro Strático.